# Дилатација времена
Дилатација времена или временска дилатација у физици и релативности је разлика у протеклом времену мјерена помоћу два сата. То се дешава или због релативне брзине између њих (специјална релативистичка „кинетичка” временска дилатација) или због разлике у гравитационом потенцијалу између њихових локација (општа релативистичка гравитациона временска дилатација).
Након компензације различитих кашњења сигнала услијед промјенљиве удаљености између посматрача и покретног часовника (тј. Доплеров ефекат), посматрач ће примјетити да покретни часовник откуцава спорије од часовника који мирује у посматрачевом референтном систему. Поред тога, часовник који је близу масивног тијела (и који је због тога нижег гравитационог потенцијала) забиљежиће мање протекло вријеме од часовника који се налази даље од масивног тијела (а који је при већем гравитационом потенцијалу).
Ова предвиђања теорије релативности су више пута потврђена експериментом и од практичне су важности, нпр. у раду сателитских навигационих система као што су ГПС и Галилео. Временска дилетација такође је предмет проучавања научно-фантастичних радова.